# 쓰보우치 쇼요
쓰보우치 쇼요(일본어: 坪内 逍遥, 1859년 6월 22일(안세이 6년 5월 22일) ~ 1935년(쇼와 10년) 2월 28일)는 일본의 소설가, 평론가, 번역가, 극작가이며, 본명은 쓰보우치 유조(일본어: 坪内 雄蔵)이다.
소설가로서 주로 메이지 시대에 활약했으며 대표작으로 《소설신수》, 《당세서생기질》 및 셰익스피어 전집 번역이 있다. 근대 일본문학 성립과 연극개량운동에 큰 영향을 주었다. 별호는 "어슴푸레한 달밤에 견줄만한 것은 없을진저(朧ろ月夜に如くものぞなき)"라는 고사에서 연관지은 하루노야오보로(春のやおぼろ), 하루노야슈진(春のや主人) 등. 하이쿠를 짓기도 하였다.

## 생애
오와리번령인 미노국 가모군 오타숙(현재의 기후현 미노카모시)에서 에도막부 시대에 태어났다. 아버지 쓰보우치 헤이에몬 노부유키(坪内平右衛門信之, 뒷날 平之進→其楽로 개명)는 오와리 번사로서 오다 다이칸의 데다이를 맡아보았으며 메이지 유신이 일어나자 일가는 친정이 있는 나고야 사사시마촌으로 돌아온다. 아버지를 통해 한학서류를 읽었으며 어머니의 영향을 받아 11세 무렵부터 대본점을 드나들며 독본, 구사조시 따위 에도 게사쿠와 하이카이, 와카에 익숙해졌고 특히나 교쿠테이 바킨에 심취하였다.
아이치 외국어학교(현재의 아아치현립 하사히가오카 고등학교)시대에 기후현의 선발생이 되어 1876년(메이지 9년) 도쿄 가이세이 학교에 입학, 도쿄대학 예비문(뒷날 제1고등학교)를 거쳐 도쿄대학 문학부 정치과를 1883년(메이지 16년)에 졸업하여 문학사(文学士)가 되었다. 재학중 서양문학을 배웠고 시인의 작품 이외에도 동급생 친구 다카다 사나에의 권유를 받아 서양소설도 폭넓게 읽게 되었다. 1880년(메이지 13년)에 윌터 스코트의 소설 《래머무어의 신부》의 번역 《춘풍정화》(다치바나 겐조 명의)를 간행. 아울러 다카타와 이치시마 슌조, 오다 이치로, 이시와타리 빈이치 등과 함께 진보정의 튀김집을 드나들었는데 이때의 경험이 《당세서생기질》의 제재가 되어주었다.
이후 다카다 사나에에 협력하여 와세다대학의 전신이 되는 도쿄전문학교의 강사가 되었고 나중에는 와세다대의 교수가 되었다. 1884년(메이지 17년) 윌터 스코트의 《호수의 여인》의 번역 《태서활극 춘창기화》(공역, 핫토리 세이치 명의), 셰익스피어 《줄리어스 시저》의 번역 《해살기담 자유태검여파예봉》을 출판.
1885년(메이지 18년)에 평론 《소설신수》를 발표. 소설을 미술(예술)로서 발전시키기 위하여 에도시대의 권선징악적 이야기를 부정하고 소설은 먼저 인정(人情)을 그려야만 한다 주장하며 세태풍속의 묘사가 이에 버금가는 것이라 논하였다. 이러한 심리적 사실주의에 의하여 일본의 근대문학의 탄생에 크게 공헌하였다. 또한 그 이론을 실천하고자 《당세서생기질》(하루노야오보로센세 명의)를 저술하였다. 그러나 쇼요 자신이 지금까지의 게사쿠 문학의 영향에서 벗어나질 못하고 있었고, 그러한 근대문학관이 불완전한 형태로 끝났음을 뒷날 후타바테이 시메이는 《소설총론》, 《뜬구름》에서 비판적으로 드러내고 있다. 당시 서생이었던 야자키 사가오야의 작품을 하루노야슈진 보조의 이름으로서 출판해주기도 했다.
1889년(메이지 22년) 도쿠토미 소호의 의뢰를 받아 《국민지우》에 〈세군〉을 발표한 후 소설집필을 그만두고 1890년(메이지 23년)부터 셰익스피어와 지카미쓰 몬자에몬에 대한 본격적 연구에 착수하였다. 1891년(메이지 24년), 잡지 《와세다 문학》을 창간한다. 1897년(메이지 30년) 전후에 희곡으로서 신가부키 《동일엽》, 《두견이 고성낙월》, 《여름 광란》, 《마키노카타》 등을 저술하며 희극의 근대화에 다한 역할이 크다. 1906년(메이지 39년) 시마무로 호게쓰 등과 문예협회를 개설하여 신극운동의 선구자가 되었다. 잡지 《와세다 문학》의 성립에도 공헌했다. 1913년(다이쇼 2년) 이후에도 희곡 《엔노 교자》, 《추억의 성월야》, 《법난》 따위를 집필하였다.
《엔노 교자》는 1913년에 완성되어 출판할 예정이었으나 시마무라 호게쓰와 마쓰이 스마코의 연애사건이 발생하여 작중의 교자·그 제자인 히로아시·여마신의 관계가 쇼요·호게쓰·스마코의 관계를 방불하게 한다고 생각되어 황황히 출판을 중지하였다. 1916년 이 작품의 개정작 《여마신》을 《신연예지》에 발표하고 이듬해 《엔노 교자》를 제목으로 하여 출판하였다. 이어 1922년 재개정작 《교자와 여마》를 발표. 초연은 1924년 초고로써 쓰키지 소극장에 있어 최초의 창작극으로서 상연되었으며 높은 평가를 얻었다. 이후로도 초고 및 개정판의 상연이 이루어졌다. 또한 같은 제재로서 삽화 역시 자신의 손으로 그린 에마키 《신변대보살전》을 1932년(쇼와 7년) 발표하였다. 1920년 엔노 교자는 요시에 다카마쓰에 의해 《l'Ermite》라는 제목으로 프랑스어로 번역되어 출판, 시인 안리 드 레뉴 등에 의해 상찬을 받았다.
아울러 1909년 《햄릿》을 비롯하여 1928년 《시편기이》에 이르기까지 독력으로 셰익스피어 전작품을 번역간행했다. 와세다 대학 쓰보우치 박사 기념연극박물관은 소요의 고희(古稀)와 셰익스피어 전역을 기념하기 위해 창설한 것이다.
1933년(쇼와 8년)에는 신극, 신극장이 제작하는 《겐지모노가타리》에 고문의 한 명으로서 이름을 올렸으나 극은 상연 직전에 중지 명령을 받고 만다.
말년에는 시즈오카현 아타미시에 세워진 쌍시사(双柿舎)에 옮겨 살았고 내방하는 사람은 가와타케 시게토시 정도였다. 정립 아타미도서관(협 아타미시립도서관)의 설립에 협력했으며 이 도서관은 '소요선생기념 정립 아타미 도서관'으로 불리고 있던 시절도 있었다(1936년 7월에서 1944년 8월까지). 마지막까지 셰익스피어 전집의 역문 개정에 힘썼으며 《신수(新修) 셰익스피어 전집》의 간행과 거의 동시에 서거하였다.
1935년 2월 28일 감기로 인하여 기관지 카타르가 발병하여 쌍시사에서 사망하였다. 향년 77세. 계명은 쌍시원시종소요거사(双柿院始終逍遙居士).

## 같이 보기
- 후타바테이 시메이
- 일본 문학

## 참고문헌
- 河竹繁俊・柳田泉 『坪内逍遙』 冨山房、1939年
- 坪内士行 『坪内逍遙研究』 早稲田大学出版部、1953年
- 中村光夫 『日本の近代小説』 岩波書店、1954年